# Nanexila intermedia
Nanexila intermedia är en tvåvingeart som beskrevs av Shaun L. Winterton och Irwin 1999. Nanexila intermedia ingår i släktet Nanexila och familjen stilettflugor. Inga underarter finns listade i Catalogue of Life.